# Gaudêncio Thiago de Mello
Gaudêncio Thiago de Mello (* 1933 in Barreirinha; † 11. November 2013) war ein brasilianischer Musiker (Perkussion, Gitarre, Gesang), Komponist, Arrangeur und Musikpädagoge sowie Fußballtrainer.

## Leben
Gaudêncio Thiago de Mello, Bruder des Schriftstellers Thiago de Mello, studierte zunächst Architektur, dann Körpererziehung. In seiner Heimat Brasilien war er professioneller Fußballtrainer. Als Autodidakt begann er eine Karriere als Musiker und zog im Alter von 33 Jahren nach New York, studierte klassisches Gitarrenspiel und gründete 1970 die Guitar Society at the United Nations, der er zehn Jahre vorstand. Mit seiner Band Amazon entstanden 1973 erste Aufnahmen. Außerdem gründete und leitete er das Jazzensemble an der Rudolf Steiner School in New York City, wo er insgesamt 29 Jahre lehrte. 2000 wählte ihn Down Beat zu den zehn besten Perkussionisten in den USA. Er spielte u. a. mit Sharon Isbin auf Journey to the Amazon und mit Paul Winter auf Earth-Voice of a Planet, war in der New Yorker Musikergewerkschaft Local 802 und in der Kampagne „Justice for Jazz Artists“ aktiv.